# کرومیت سرکند ۱
کرومیت سرکند۱ یک اندیس فلزی است که در حوالی شهر بیرک  استان سیستان و بلوچستان قرار دارد و مادهٔ معدنی موجود در آن، کرومیت است.سنگ میزبان این اندیس پریدوتیت آلتره وتکتونیزه است و دیرینگی آن به دوران کرتاسه بالایی می‌رسد. 